# Botryobasidium parvisetosum
Botryobasidium parvisetosum ist eine Ständerpilzart aus der Familie der Traubenbasidienverwandten (Botryobasidiaceae). Sie bildet resupinate, spinnwebartige Fruchtkörper aus, die auf Totholz von Kiefern wachsen. Das bekannte Verbreitungsgebiet von Botryobasidium parvisetosum umfasst die Maskareneninsel Réunion. Die Anamorphe der Art ist bislang nicht bekannt.

## Merkmale

### Makroskopische Merkmale
Botryobasidium parvisetosum besitzt gelblich-weiße, gespinstartige und dünne Fruchtkörper, die resupinat (also vollständig anliegend) auf ihrem Substrat wachsen und unter der Lupe leicht netzartig erscheinen.

### Mikroskopische Merkmale
Wie bei allen Traubenbasidien ist die Hyphenstruktur von Botryobasidium parvisetosum monomitisch, besteht also ausschließlich aus generativen Hyphen, die sich rechtwinklig verzweigen. Die Basalhyphen sind hyalin, meist 6–7 µm breit, dickwandig und nicht inkrustiert. Die 4–6 µm dicken Subhymenialhyphen sind hyalin und dünnwandig. Die Art verfügt anders als fast alle Traubenbasidien sowohl über 36–70 × 6–6,5 µm große, basal verdickt Zystiden als auch über Schnallen an allen Septen. Die sechssporigen Basidien der Art wachsen in Nestern, werden 8,5–11 × 6–7 µm groß, sind kurzzylindrisch und an der Basis beschnallt. Die Sporen sind sehr variabel von spindel- bis bumerangförmig und 1,9–9 µm groß. Sie sind hyalin, glatt und dünnwandig und besitzen einen Fortsatz.

## Verbreitung
Die bekannte Verbreitung von Botryobasidium parvisetosum umfasst lediglich die Maskareneninsel Réunion im Indischen Ozean.

## Ökologie
Botryobasidium parvisetosum ist ein Saprobiont, der auf weißfaulem Totholz wächst. Ein bekanntes Substrat ist die Sicheltanne (Cryptomeria japonica).